# The Last Embrace
The Last Embrace – piąty album studyjny w dorobku fińskiej grupy heavymetalowej Embraze. Nagrywany w Oulu. Album został wydany przez wytwórnię Verikauha Records 16 sierpnia 2006. Damski wokal na albumie został wykonany przez Poison Ivy.

## Lista utworów
1. Memory trace of our time
2. Racing against time
3. Liquid fire
4. Branded
5. Sun goes down
6. Sleeping ground
7. Carvings on the Gallowstree
8. The one
9. No solace
10. Dead roses